# Матчи женской сборной России по волейболу 2010
В 2010 году женская сборная России по волейболу приняла участие в двух официальных турнирах, проводимых под эгидой ФИВБ и ЕКВ.

## Турниры и матчи

### Отборочный турнир Гран-при 2011
| 17 сентября. Кальяри (Италия). Россия — Нидерланды 3:2 (30:28, 22:25, 22:25, 25:22, 15:13). |
| ------------------------------------------------------------------------------------------- |

Россия: Борисенко (7 очков), Перепёлкина (19), Соколова (13), Гамова (21), Старцева (2), Кошелева (17), Крючкова — либеро. Выход на замену: Н.Гончарова (2), Улякина, Меркулова (8).

Нидерланды: Гротхёйс, Хурман, Флир, Ч.Сталенс, Венсинк, Дейкема, ван Тинен — либеро. Выход на замену: И.Виссер, Стам.
| 18 сентября. Кальяри (Италия). Россия — Болгария 3:1 (25:15, 25:18, 18:25, 25:13). |
| ---------------------------------------------------------------------------------- |

Россия: Борисенко (5), Соколова (18), Гамова (21), Старцева (4), Кошелева (11), Меркулова (12), Крючкова — либеро. Выход на замену: Н.Гончарова (2), Кабешова.

Болгария: Заркова, Зетова, Василева, С.Филипова, Ненова, Янева, М.Филипова — либеро. Выход на замену: Рабаджиева, Маринова, Русева, Каракашева, Николова.
| 19 сентября. Кальяри (Италия). Россия — Германия 3:1 (25:19, 24:26, 25:10, 25:19). |
| ---------------------------------------------------------------------------------- |

Россия: Перепёлкина (7), Соколова (13), Гамова (28), Старцева (6), Кошелева (16), Меркулова (1), Крючкова — либеро. Выход на замену: Н.Гончарова (2), Улякина, Кабешова.

Германия: Байер, Сушке, Вайсс, Бринкер, Радцувайт, Козух, Черлих — либеро. Выход на замену: Фюрст, Маттес, Ханке, Гиппе, Томсен.
| 21 сентября. Кальяри (Италия). Россия — Турция 3:1 (24:26, 25:22, 25:23, 28:26). |
| -------------------------------------------------------------------------------- |

Россия: Перепёлкина (5), Соколова (12), Гамова (16), Старцева (5), Кошелева (9), Меркулова (5), Крючкова — либеро. Выход на замену: Борисенко (3), Н.Гончарова (15), Улякина (1), Кабешова.

Турция: Токсой, Дарнель, Гюмюш, Эрдем, Айдемир, Озсой, Кузубашиоглу-Каялар — либеро. Выход на замену: Г.Кырдар-Сонсырма, Денкель, Гюрешен, Токатиоглу.
| 22 сентября. Кальяри (Италия). Россия — Италия 1:3 (22:25, 25:17, 21:25, 20:25). |
| -------------------------------------------------------------------------------- |

Россия: Борисенко (11), Перепёлкина (5), Соколова (1), Н.Гончарова (20), Старцева, Кошелева (14), Крючкова — либеро. Выход на замену: Махно (12), Гамова (1), Улякина (6), Кабешова.

Италия: Дель Коре, Арригетти, Ортолани, Пиччинини, Джоли, Ло Бьянко, Мерло — либеро. Выход на замену: Гардзаро, Бозетти.
В квалификации сборная России заняла второе место, давшее право на участие в Гран-при 2011 года.

### Чемпионат мира
| 29 октября. Осака (Япония). Россия — Доминиканская Республика 3:1 (21:25, 25:9, 25:17, 25:11). 1-й групповой этап. Группа «D» |
| --- |

Россия: Борисенко (8), Перепёлкина (9), Соколова (11), Гамова (20), Старцева (4), Кошелева (15), Крючкова — либеро. Выход на замену: Н.Гончарова (3), Улякина.

Доминиканская Республика: Варгас, Мехия, Кабрал, Эченике, Ривера, де ла Крус, Кастильо — либеро. Выход на замену: Марте Фрика, Нуньес, Барнет, Бургос, Рондон.
| 30 октября. Осака (Япония). Россия — Турция 3:1 (25:27, 25:22, 25:11, 25:17). 1-й групповой этап. Группа «D» |
| --- |

Россия: Борисенко (8), Перепёлкина (8), Соколова (11), Гамова (25), Старцева (5), Кошелева (17), Крючкова — либеро. Выход на замену: Махно, Н.Гончарова (2), Улякина.

Турция: Токсой, Айдемир, Гюмюш, Эрдем, Токатиоглу, Дарнель, Кузубашиоглу-Каялар — либеро. Выход на замену: Г.Кырдар-Сонсырма, Гюрешен, Озсой, Джансу, Агджа.
| 31 октября. Осака (Япония). Россия — Канада 3:0 (25:13, 25:16, 25:21). 1-й групповой этап. Группа «D» |
| --- |

Россия: Борисенко (6), Соколова (6), Н.Гончарова (10), Гамова (15), Старцева (6), Меркулова (13), Крючкова — либеро. Выход на замену: Махно (1).

Канада: Махон, Доддс, Павэн, Филд, Холнесс, О‘Рэйли, Гимонд — либеро. Выход на замену: Брэдсток, Альфонс, Ричи.
| 2 ноября. Осака (Япония). Россия — Южная Корея 3:1 (25:18, 25:17, 19:25, 25:22). 1-й групповой этап. Группа «D» |
| --- |

Россия: Борисенко (8), Перепёлкина (2), Соколова (17), Гамова (16), Старцева (3), Кошелева (22), Крючкова — либеро. Выход на замену: Махно, Н.Гончарова, Улякина, Меркулова (2).

Южная Корея: Ким Са Ни, Ким Ён Гун, Хан Сон И, Чжон Дэ Ён, Хван Ён Чжу, Ян Хё Чжин, Нам Чжи Ён — либеро. Выход на замену: Им Мён Ок, О Чжи Ён, Хан Ю Ми, Ли Со Ла.
| 3 ноября. Осака (Япония). Россия — Китай 3:0 (25:22, 25:17, 25:19). 1-й групповой этап. Группа «D» |
| -------------------------------------------------------------------------------------------------- |

Россия: Перепёлкина (7), Соколова (10), Гамова (14), Старцева (3), Кошелева (20), Меркулова (5), Крючкова — либеро. Выход на замену: Н.Гончарова (2), Махно.

Китай: Ван Имэй, Чжоу Сухун, Вэй Цююэ, Ли Цзюань, Сюэ Мин, Ма Юньвэнь, Чжан Сянь — либеро. Выход на замену: Чжан Лэй, Ян Цзи, Шэнь Цзинси.
| 6 ноября. Токио (Япония). Россия — Перу 3:0 (25:15, 25:15, 25:20). 2-й групповой этап. Группа «Е» |
| ------------------------------------------------------------------------------------------------- |

Россия: Борисенко (10), Перепёлкина (4), Соколова (13), Гамова (13), Старцева (2), Кошелева (20), Крючкова — либеро. Выход на замену: Н.Гончарова (2), Улякина, Меркулова (2), Махно.

Перу: Сото, Уседа, Самудио, Чихуан, Кельдибекова, Ортис, Паласиос — либеро. Выход на замену: Акино, Руэда, Урибе.
| 7 ноября. Токио (Япония). Россия — Польша 3:0 (25:17, 25:21, 33:31). 2-й групповой этап. Группа «Е» |
| --------------------------------------------------------------------------------------------------- |

Россия: Борисенко (11), Перепёлкина (9), Соколова (10), Гамова (19), Старцева (3), Кошелева (13), Крючкова — либеро. Выход на замену: Махно, Н.Гончарова.

Польша: Косек, Беднарек, Глинка, Верблиньска, Садурек, Гайгал, Зеник — либеро. Выход на замену: Волош, Ягело, Качор, Окуневска.
| 9 ноября. Токио (Япония). Россия — Сербия 3:0 (25:19, 25:8, 25:12). 2-й групповой этап. Группа «Е» |
| -------------------------------------------------------------------------------------------------- |

Россия: Перепёлкина (9), Соколова (12), Гамова (18), Старцева (4), Кошелева (12), Меркулова (2), Крючкова — либеро. Выход на замену: Махно, Н.Гончарова (2).

Сербия: Николич, Бракочевич, Крсманович, Молнар, Огненович, Рашич, Чебич — либеро. Выход на замену: Антониевич, Весович, Малагурски, Майстрович.
| 10 ноября. Токио (Япония). Россия — Япония 3:1 (25:21, 25:14, 23:25, 25:13). 2-й групповой этап. Группа «Е» |
| --- |

Россия: Борисенко (4), Соколова (18), Н.Гончарова (18), Гамова (26), Старцева (2), Меркулова (7), Крючкова — либеро. Выход на замену: Махно (2), Улякина, Кошелева (7).

Япония: Такэсита, Иноуэ, Ямамото, Ямагути, Кимура, Эбата, Сано — либеро. Выход на замену: Накамити, Ино, Сакода, Араки.
| 13 ноября. Токио (Япония). Россия — США 3:1 (25:16, 13:25, 25:19, 25:21). Полуфинал |
| ----------------------------------------------------------------------------------- |

Россия: Борисенко (5), Перепёлкина (6), Соколова (18), Гамова (22), Старцева (1), Кошелева (16), Крючкова — либеро. Выход на замену: Махно, Н.Гончарова, Улякина.

США: Э.Глэсс, Боун, Ларсон, Том, Акинрейдью, Хукер, Сикора — либеро. Выход на замену: Берг, Ннамани, Барбоза.
| 14 ноября. Токио (Япония). Россия — Бразилия 3:2 (21:25, 25:17, 20:25, 25:14, 15:11). Финал |
| ------------------------------------------------------------------------------------------- |

Россия: Борисенко (6), Перепёлкина (13), Соколова (14), Гамова (35), Старцева (6), Кошелева (10), Крючкова — либеро. Выход на замену: Махно, Н.Гончарова.

Бразилия: Фабиана, Таиса, Жаклин, Наталья, Шейла, Фабиола, Фаби — либеро. Выход на замену: Сасса, Дани Линс, Жойс Силва, Фернанда Родригес.
Сборная России без очковых потерь прошла два групповых этапа и вышла в полуфинал первенства, где обыграла сборную США, ставшую победителем Гран-при текущего года. В финале российской команде, как и четырьмя годами ранее, предстояла встреча со сборной Бразилии, также выигравшей все свои матчи до финала.
Решающий матч чемпионата по сюжету во многом был сходен с финалом 2006 года: те же соперники, тот же полный игровой формат поединка из пяти партий, та же отчаянная борьба по ходу практически всей игры. Но, в отличие от финала четырёхлетней давности, в течение поединка российским волейболисткам всё время приходилось догонять соперниц, а вот в решающем пятом сете уже россиянки диктовали условия борьбы и в концовке уверенно довели дело до победы — 15:11 в сете и 3:2 в матче. Сборная России — двукратный чемпион мира! Следует отметить, что основную ударную нагрузку в финальном матче вынесла на себе лидер команды Екатерина Гамова, на счету которой 35 очков, 8 из которых она набрала в пятой партии. Совершенно обоснованным выглядело решение директората соревнований присудить именно ей титул лучшей волейболистки турнира (MVP).
Двукратными чемпионками мира стали Екатерина Гамова, Любовь Соколова, Мария Борисенко, Юлия Меркулова и Светлана Крючкова.

## Итоги
Всего на счету сборной России в 2010 году 16 официальных матчей. Из них выиграно 15, проигран 1. Соотношение партий 46:15. Соперниками россиянок в этих матчах были национальные сборные 15 стран.
| Турнир                          | И  | В  | П | С/О  | Место |
| ------------------------------- | -- | -- | - | ---- | ----- |
| Отборочный турнир Гран-при-2011 | 5  | 4  | 1 | 13:8 | 2-е   |
| Чемпионат мира                  | 11 | 11 | 0 | 33:7 | 1-е   |

## Состав
В скобках после количество игр указано число матчей, проведённых волейболисткой в стартовом составе + в качестве либеро.
| №  | Игрок              | Год рождения | Амплуа      | Клуб            | Турниры и игры | Турниры и игры | Всего матчей |
| №  | Игрок              | Год рождения | Амплуа      | Клуб            | ОГП            | ЧМ             | Всего матчей |
| -- | ------------------ | ------------ | ----------- | --------------- | -------------- | -------------- | ------------ |
| 1  | Мария Борисенко    | 1986         | центральная | «Динамо-Казань» | 4 (3)          | 9 (9)          | 13 (12)      |
| 2  | Леся Махно         | 1981         | нападающая  | «Динамо» М      | 1              | 10             | 11           |
| 3  | Мария Перепёлкина  | 1984         | центральная | «Динамо» М      | 4 (4)          | 9 (9)          | 13 (13)      |
| 5  | Любовь Соколова    | 1977         | нападающая  | «Фенербахче»    | 5 (5)          | 11 (11)        | 16 (16)      |
| 7  | Светлана Крючкова  | 1985         | либеро      | «Динамо» М      | 5 (0+5)        | 11 (0+11)      | 16 (0+16)    |
| 8  | Наталья Гончарова  | 1989         | нападающая  | «Динамо» М      | 5 (1)          | 11 (2)         | 16 (3)       |
| 11 | Екатерина Гамова   | 1980         | нападающая  | «Динамо-Казань» | 5 (4)          | 11 (11)        | 16 (15)      |
| 12 | Вера Улякина       | 1986         | связующая   | «Динамо-Казань» | 4              | 6              | 10           |
| 13 | Евгения Старцева   | 1989         | связующая   | «Динамо» Кр     | 5 (5)          | 11 (11)        | 16 (16)      |
| 14 | Екатерина Кабешова | 1986         | либеро      | «Динамо-Казань» | 4              |                | 4            |
| 15 | Татьяна Кошелева   | 1988         | нападающая  | «Динамо-Казань» | 5 (5)          | 10 (9)         | 15 (14)      |
| 16 | Юлия Меркулова     | 1984         | центральная | «Динамо» М      | 4 (3)          | 6 (4)          | 10 (7)       |

- Главный тренер — Владимир Кузюткин.
- Тренер — Игорь Курносов.

Всего в 2010 году в составе сборной России в официальных турнирах играло 12 волейболисток. Чемпионками мира, кроме выходиших на площадку по ходу первенства 11 спортсменок, стали также Екатерина Кабешова, Ольга Фатеева и Елена Константинова (Муртазаева), не проведшие на турнире ни одной игры.

## Другие турниры
- Volley Masters. 8—13 июня.  Монтрё

Групповой этап — Япония 3:0, Германия 3:0, США 3:1.
Полуфинал — Китай 1:3. Матч за 3-е место — Куба 0:3. Итог — 4-е место.
- Кубок первого президента России Б. Н. Ельцина по волейболу. 6—11 июля.  Екатеринбург, Нижний Тагил.

Групповой этап — Беларусь 3:0, Италия 3:0.
Полуфинал — Нидерланды 3:0. Финал — Китай 3:0. Итог — 1-е место.
- Edison Challenge Cup. 15—17 октября.  Алассио

Сербия 3:1, Италия 3:2, Хорватия 3:1. Итог — 1-е место.